# Хашки-Мохк
Хашки-Мохк (чечен. Хьашти-Мохк) — село в Ножай-Юртовском районе Чеченской Республики. Входит в состав Гордалинского сельского поселения.

## География
Село расположено в верховьях одного из правых притоков реки Гумс, в 24 км к юго-западу от районного центра — Ножай-Юрт и в 74 км к юго-востоку от города Грозный.
Ближайшие населённые пункты: на севере — село Ялхой-Мохк, на северо-востоке — сёла Малые Шуани и Шуани, на юго-востоке — сёла Бас-Гордали и Гордали, на юго-западе — село Гезинчу, на западе — село Эникали.

## История
Село было основано в 1715 году.
В 1944 году, после депортации чеченцев и ингушей, и упразднения Чечено-Ингушской АССР, селение Хашки-Мохк было переименовано в Мочох и заселено выходцами из соседнего Дагестана.
После восстановления Чечено-Ингушской АССР, в 1958 году населённому пункту было возвращено его прежнее название — Хашки-Мохк, а выходцы из Дагестана переселены обратно.

## Население
| 1990 | 2002 | 2010 |
| ---- | ---- | ---- |
| 191  | ↘0   | ↗40  |